# Anopterus macleayanus
Anopterus macleayanus är en tvåhjärtbladig växtart som beskrevs av Ferdinand von Mueller. Anopterus macleayanus ingår i släktet Anopterus och familjen Escalloniaceae. Inga underarter finns listade i Catalogue of Life.

## Bildgalleri

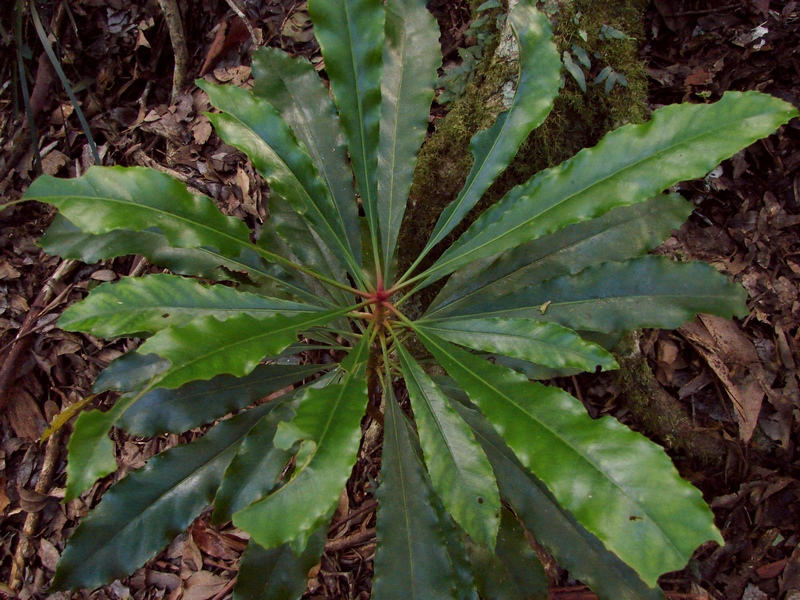